# Le Rocher-Percé
Cet article concerne la municipalité régionale de comté du Québec. Pour le rocher lui-même, voir Rocher Percé. Pour les autres significations, voir Roche Percée.
Le Rocher-Percé est une municipalité régionale de comté (MRC) du Québec (Canada) située dans la région administrative de Gaspésie–Îles-de-la-Madeleine. Appelée Pabok jusqu'en 1999, la municipalité régionale de comté regroupe cinq municipalités locales et un territoire non organisé situées à la pointe est de la péninsule gaspésienne.
Le chef-lieu de la MRC du Rocher-Percé est Chandler, et le préfet est Samuel Parisé.

## Géographie

### Le rocher Percé
Baigné par les eaux du golfe du Saint-Laurent au Québec, le rocher Percé, creusé d'arches naturelles, mesure 86 mètres de haut et sert de repaire aux fous de Bassan. À marée basse, il est possible de le rejoindre à pied sec, en empruntant un chemin de galets. Le Rocher Percé possédait jadis une seconde arcade qui s'est écroulée en 1845. La MRC du Rocher-Percé couvre le territoire sud-est de la péninsule gaspésienne.
Le littoral est dans la baie des Chaleurs, à l'ouest de Cap-d'Espoir, et longe le golfe du Saint-Laurent à l'est.
Le territoire de Mont-Alexandre forme une pointe depuis le centre de la péninsule et rejoint les diverses municipalités locales attenantes le long du littoral.

### Entités territoriales
La MRC est constituée de cinq municipalités locales et d'un territoire non organisé.
| Nom                     | Statut                            | Population 2021 | Superficie (km2) | Densité (h/km2) | Ref. |
| ----------------------- | --------------------------------- | --------------- | ---------------- | --------------- | ---- |
| Chandler                | Ville du Québec                   | 7 490           | 435,5            | 17,2            |      |
| Grande-Rivière          | Ville du Québec                   | 3 384           | 105              | 32,23           |      |
| Mont-Alexandre          | Territoire non organisé du Québec | 0               | 1 791,8          | 0               |      |
| Percé                   | Ville du Québec                   | 3 095           | 550,3            | 5,62            |      |
| Port-Daniel–Gascons     | Municipalité du Québec            | 2 271           | 330,29           | 6,88            |      |
| Sainte-Thérèse-de-Gaspé | Municipalité du Québec            | 979             | 34,6             | 28,29           |      |
| Total                   | Total                             | 17 219          | 3 249,2          | 5,3             |      |

## Démographie

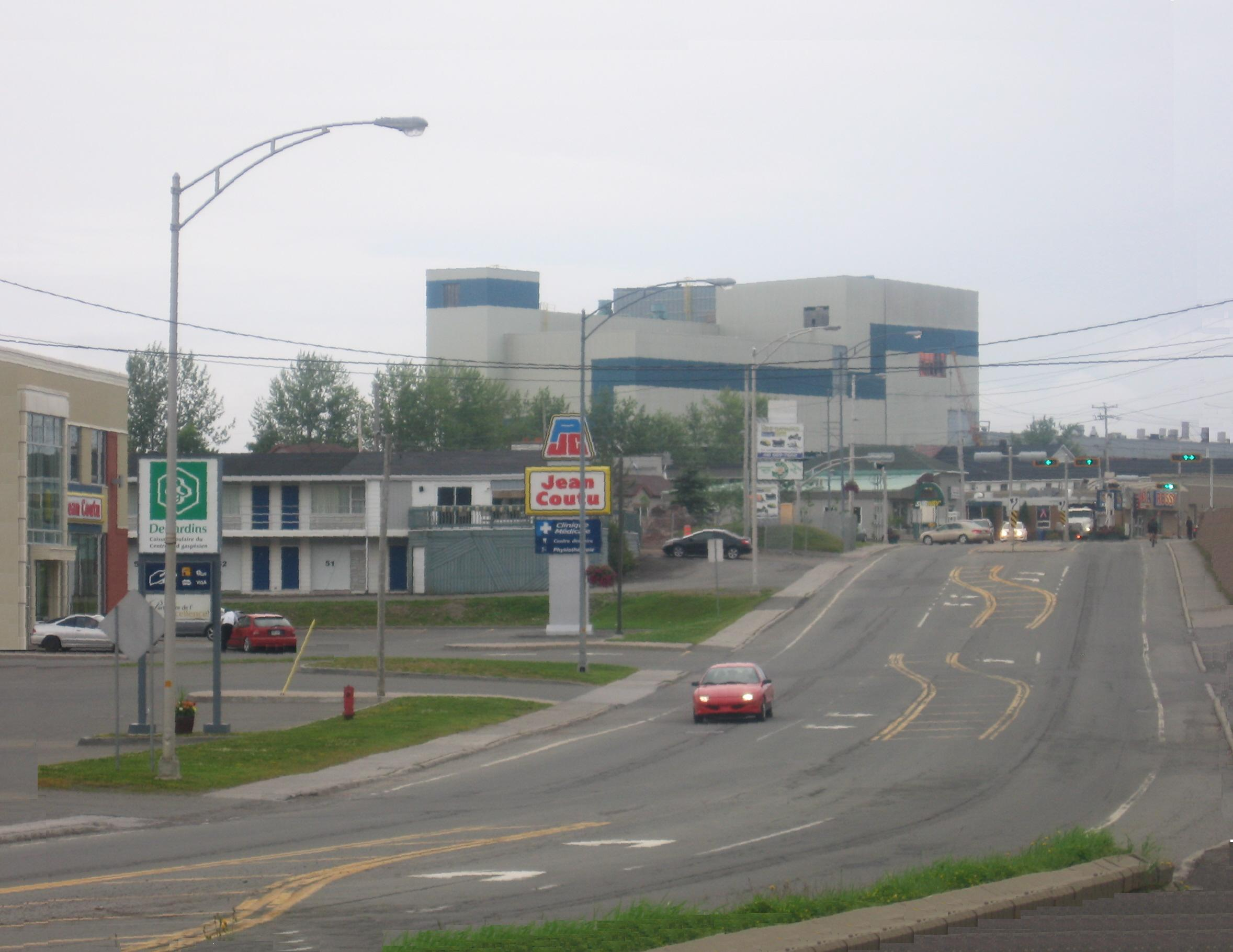
Chandler

| 1991   | 1996   | 2001   | 2006   | 2011   | 2016   | 2021   |
| ------ | ------ | ------ | ------ | ------ | ------ | ------ |
| 21 713 | 21 340 | 19 298 | 18 437 | 17 979 | 17 282 | 17 219 |

## Administration
À l'instar de quelques municipalités régionales de comté au Québec, le préfet de la MRC est élu au suffrage universel simultanément aux élections municipales, et ce, depuis 2010.
| Prénom              | Début du mandat | Fin du mandat |
| ------------------- | --------------- | ------------- |
| Diane Lebouthillier | 2010            | 2015          |
| Nadia Minassian     | 2016            | 2021          |
| Samuel Parisé       | 2021            |               |